# Хилиці (Пясечинський повіт)
Хилиці (пол. Chylice) — село в Польщі, у гміні Пясечно Пясечинського повіту Мазовецького воєводства.
Населення — 977 осіб (2011).
У 1975-1998 роках село належало до Варшавського воєводства.

## Демографія
Демографічна структура станом на 31 березня 2011 року:
|          | Загалом | Допрацездатний вік | Працездатний вік | Постпрацездатний вік |
| -------- | ------- | ------------------ | ---------------- | -------------------- |
| Чоловіки | 454     | 95                 | 310              | 49                   |
| Жінки    | 523     | 88                 | 322              | 113                  |
| Разом    | 977     | 183                | 632              | 162                  |